# Rodolfo Braselli
Rodolfo Braselli, né le 14 août 1908, est un ancien joueur et entraîneur de basket-ball uruguayen.

## Palmarès
- Champion d'Amérique du Sud 1930, 1932, 1940
- Champion d'Amérique du Sud 1939, 1942
- Champion d'Amérique du Sud 1935, 1938, 1941